# Armando Ferreira da Rosa
Armando Ferreira da Rosa (São Paulo, 8 de setembro de 1890 — São Paulo, 19 de dezembro de 1960) foi um empresário, policial e político brasileiro que foi nomeado em 1939 como prefeito da cidade de Santo André, no estado de São Paulo. 

## Origem e formação
Nasceu em São Paulo, na Travessa do Paredão nº 4 (hoje rua Xavier de Toledo), no dia 08 de setembro de 1890. era filho de José Feliciano Ferreira da Rosa e Maria Angélica Cruz da Rosa.
Militou no Centro Acadêmico XI de Agosto em 1912, fazendo parte de sua diretoria, ocupando o cargo de procurador, sendo reeleito para o mesmo cargo no ano seguinte. tornou-se bacharel em Direito em 1916, pela Faculdade de Direito da Universidade de São Paulo, após a sua formatura ingressou imediatamente na policia judiciária.

## Carreira
Antes de formado, já se dedicava à polícia judiciária, tendo ocupado o cargo de Suplente de Delegado na 4ª Circunscrição da Capital em Junho de 1914. Fez carreira policial como delegado nos mais diversos postos na Capital e no Interior, culminando sua carreira como Delegado Regional de Santos abrangendo também o Comando Geral da Policia Marítima que disciplinava não só a Imigração, como também a manutenção da ordem pública no maior porto da América Latina, o Porto de Santos.  
Em 27 de março de 1930 foi convidado pelo Governador do Estado de São Paulo, Júlio Prestes, a ocupar o posto máximo da carreira policial, o de Chefe da Polícia do Estado de São Paulo. Exerceu o cargo até 24 de outubro de 1930.
Foi nomeado prefeito de Santo André em 21 de setembro de 1939, exercendo o cargo até 17 de outubro de 1940, sendo assim o segundo prefeito após a transferência da sede do antigo município de São Bernardo.